# Deformační zóna

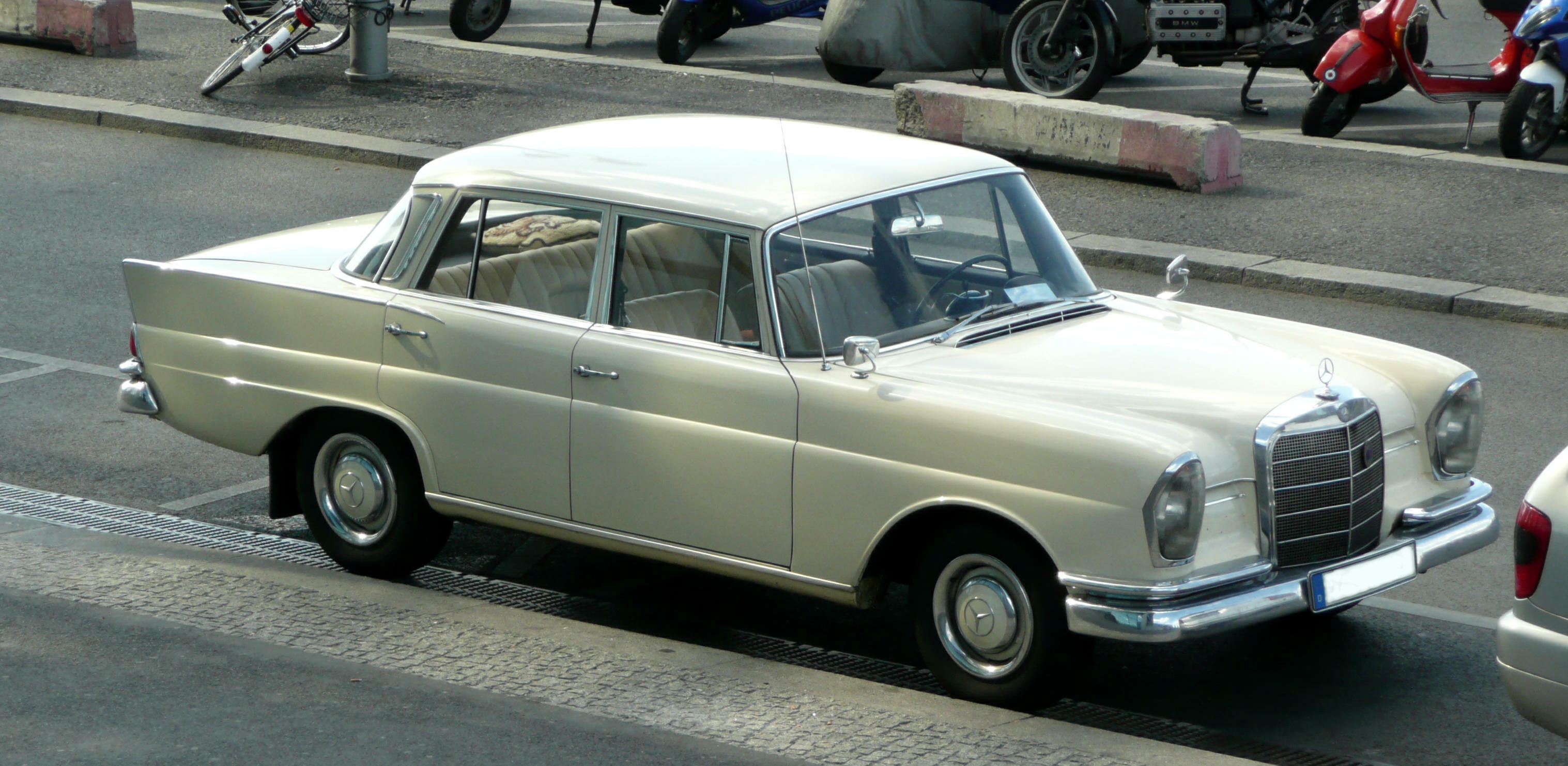
Mercedes-Benz W 111, první sériový vůz na světě, mající deformační zóny.

Deformační zóna obecně je část nějakého tělesa, která se při nárazu o jiné těleso deformuje.
Je to část, která je v případě nárazu přímo určená k deformování, aby tak nevznikla, či se zmírnila deformace jiných částí tělesa, nejčastěji vozidla.
Deformační zóny jsou velmi významné u všech dopravních prostředků, jež slouží k přepravě osob, zvláště u automobilů.
Velikost deformační zóny je dána především konstrukcí celého skeletu a karoserie vozidla.
Pokud má vozidlo deformační zónu malou, je mnohem větší šance na zranění osob nacházejících se uvnitř vozidla, u osobního automobilu typicky řidiče či spolujezdce.
Deformační zóny vynalezl Béla Barényi, konstruktér, který pracoval v automobilce Mercedes-Benz. Ta zažádala o patent na bezpečnostní prvky, mezi kterými byly i deformační zóny 23. ledna 1951, patent byl schválen 28. srpna 1952. Do sériové výroby se deformační zóny dostaly v automobilech Mercedes-Benz 220, 220 S a 220 SE, které byly představeny 11. srpna 1959.